# Messina Football Club 1922-1923
Questa pagina raccoglie i dati riguardanti il Messina F.C. nelle competizioni ufficiali della stagione 1922-1923.

## Stagione
Il Messina sfiorò la qualificazione alle semifinali di Lega Sud venendo eliminato nella fase regionale dal Libertas di Palermo. Il campionato siciliano si era rivelato molto equilibrato tanto che, al termine di esso, le tre squadre partecipanti (Messina, Palermo e Libertas) si trovarono in vetta a pari merito richiedendo la disputa di un triangolare di spareggi in campo neutro. Il Palermo perse entrambe le partite di spareggio e fu eliminato mentre nell'ultima partita del triangolare il Libertas e il Messina si contesero la qualificazione alle semifinali interregionali: il Messina fu sconfitto per 1-0 ed eliminato.

## Rosa
| N. |                   | Ruolo | Calciatore         |
| -- | ----------------- | ----- | ------------------ |
|    | Italia (bandiera) | A     | Allegra II         |
|    | Italia (bandiera) | D     | Antiga             |
|    | Italia (bandiera) | A     | Belluzzi           |
|    | Italia (bandiera) | A     | Canepa             |
|    | Italia (bandiera) | C     | Alfredo Costantino |
|    | Italia (bandiera) |       | Fulci              |
|    | Italia (bandiera) | A     | Giuseppe Irrera    |
|    | Italia (bandiera) | A     | Isidoro La Bruna   |
|    | Italia (bandiera) | A     | La Valle           |

| N. |                           | Ruolo | Calciatore         |
| -- | ------------------------- | ----- | ------------------ |
|    | Italia (bandiera)         | P     | Alfredo Lucchesi   |
|    | Italia (bandiera)         | C     | Montalto           |
|    | Italia (bandiera)         | A     | Morandi            |
|    | Italia (bandiera)         | A     | Ninzoli            |
|    | Italia (bandiera)         | C     | Oriboni            |
|    | Italia (bandiera)         | D     | Sorano             |
|    | Italia (bandiera)         | C     | Giovanni Stracuzzi |
|    | Italia (bandiera)         | A     | Ugo Tranfo         |
|    | non conosciuta (bandiera) | D     | York               |

## Risultati

### Prima Divisione

#### Sezione siciliana

##### Girone di andata
| Messina 14 gennaio 1923 1ª giornata | Messina                 | 0 – 0 | Palermo | Campo "Enzo Geraci" alla Cittadella\| Arbitro: \| Gregorio (Furci Siculo) \| |
| Arbitro:                            | Gregorio (Furci Siculo) |       |         |                                                                              |

| Arbitro: | Gregorio (Furci Siculo) |

|              |           |              |
| Negri II 83’ | Marcatori | 73’ La Bruna |

##### Girone di ritorno
| Arbitro: | Gregorio (Furci Siculo) |

|                               |           |              |
| Leone I 3’ Aliotta 35’ (rig.) | Marcatori | 13’ La Bruna |

| Arbitro: | Reichlin (Napoli) |

|                 |           |  |
| Antiga 77’, 80’ | Marcatori |  |

##### Ripetizione
| Arbitro: | Senes (Napoli) |

|                          |           |  |
| Stracuzzi 70’ Tranfo 88’ | Marcatori |  |

| Arbitro: | Senes (Napoli) |

|            |           |  |
| Povero 65’ | Marcatori |  |

## Statistiche

### Statistiche di squadra
| Competizione                                      | Punti | In casa | In casa | In casa | In casa | In casa | In casa | In trasferta | In trasferta | In trasferta | In trasferta | In trasferta | In trasferta | Totale | Totale | Totale | Totale | Totale | Totale | DR |
| Competizione                                      | Punti | G       | V       | N       | P       | Gf      | Gs      | G            | V            | N            | P            | Gf           | Gs           | G      | V      | N      | P      | Gf     | Gs     | DR |
| ------------------------------------------------- | ----- | ------- | ------- | ------- | ------- | ------- | ------- | ------------ | ------------ | ------------ | ------------ | ------------ | ------------ | ------ | ------ | ------ | ------ | ------ | ------ | -- |
| Prima Divisione - Sezione siciliana               | 4     | 2       | 1       | 1       | 0       | 2       | 0       | 2            | 0            | 1            | 1            | 2            | 3            | 4      | 1      | 2      | 1      | 4      | 3      | +1 |
| Prima Divisione - Sezione siciliana - ripetizione | 0     | 0       | 0       | 0       | 0       | 0       | 0       | 0            | 0            | 0            | 0            | 0            | 0            | 2      | 1      | 0      | 1      | 5      | 5      | 0  |

### Statistiche dei giocatori
| Giocatore    | Prima Divisione | Prima Divisione |
| Giocatore    | Presenze        | Reti            |
| ------------ | --------------- | --------------- |
| Allegra II   | 1               | 0               |
| Antiga       | 6               | 2               |
| Belluzzi     | 6               | 0               |
| Canepa       | 1               | 0               |
| Costantino   | 6               | 0               |
| Fulci        | 1               | 0               |
| Irrera       | 3               | 0               |
| I. La Bruna  | 5               | 2               |
| La Valle     | 4               | 0               |
| A. Lucchesi  | 6               | -4              |
| Montaldo     | 3               | 0               |
| Morando      | 4               | 0               |
| Insoli       | 4               | 0               |
| Oroboni      | 3               | 0               |
| Sorano       | 2               | 0               |
| G. Stracuzzi | 6               | 1               |
| Tranfo       | 4               | 1               |
| York         | 1               | 0               |